# Robin Sampson
Robin Sampson, född 23 november 1940, är en nyzeeländsk bågskytt. Han deltog vid olympiska sommarspelen 1972.